# ميخائيل هاريسون (كاتب)
كان ميخائيل هاريسون (25 نيسان 1907- 13 أيلول 1991) الاسم المستعار لمؤلف القصص البوليسية الإنجليزية والفنتازيا موريس ديزموند روهان.

## السيرة الذاتية
ولد ميخائيل هاريسون في ميلتون ،كنت، إنجلترا، في 25 نيسان 1907. ارتاد جامعة لندن وخدم في المخابرات العسكرية البريطانية لفترة قصيرة خلال الحرب العالمية الثانية. تزوج من ماري إيفون أوبيرتين.

## المهنة
عندما انتقل هاريسون إلى كتابة الروايات البوليسية، نشر سبع عشرة رواية ما بين عاميّ 1943 و1954. وقد كتب مقتطفات من شيرلوك هولمز لكونان دويل وسي أوغست دوبين لبو وكان باحثًا مشهورًا في شيرلوك هولمز. من أنجح أعماله على خطى شيرلوك هولمز الذي نشر في عام 1958 وتبعه لندن شيرلوك هولمز و ايضاً عالم شارلوك هولمز.
مُنح هاريسون جائرة الغرب لرثاء ليسيداس (1934)، تم تسميته بالدوق سانت إستريلا من قبل مملكة ريدوندا (1951)، وايضًا تم تسميته بالشلن غير النظامي من قبل محققي شارع بيكر في لندن(1964). وقد كان عضوًا في جمعية المؤلفين، ورابطة كتّاب الجريمة، ومحققو شارع بكير في نيويورك، وجمعية شيرلوك هولمز في لندن .

## روابط خارجية
- Michael Harrison at the Internet Speculative Fiction Database